# Wachtang Dartschinjan
Wachtang Dartschinjan, bekannt als Vic Darchinyan (armenisch Վախթանգ Դարչինյան; * 7. Januar 1976 in Wanadsor, Armenische SSR, Sowjetunion) ist ein armenischer Profiboxer.

## Amateur
Seine größten Amateurerfolge waren jeweils eine Bronzemedaille im Fliegengewicht beim Weltcup 1998 in Peking, den Goodwill Games 1998 in New York City und den Europameisterschaften 1998 in Minsk.
1997 nahm er an den Weltmeisterschaften in Budapest teil, scheiterte allerdings in der dritten Turnierrunde am späteren Sieger, dem Kubaner Manuel Mantilla. Bei den Weltmeisterschaften 1999 in Houston traf er bereits in der ersten Runde erneut auf Mantilla und konnte ihn diesmal besiegen, unterlag allerdings schon in der nächsten Runde dem Kasachen Bolat Schumadilow.
Im Jahr 2000 nahm er für Armenien an den Olympischen Spielen in Sydney teil, verlor im Viertelfinale jedoch erneut gegen den Kasachen Schumadilow. Insgesamt bestritt er 176 Amateurkämpfe, von denen er 158 gewann.

## Profikarriere
Nach den Olympischen Spielen siedelte Dartschinjan nach Australien über, wurde dort Profi und boxte zunächst im Fliegengewicht. Sein Trainer ist Jeff Fenech. Am 16. Dezember 2004 besiegte er den IBF-Titelträger Irene Pacheco durch technischen K. o. in der elften Runde und wurde damit der erste armenische Boxer, der einen professionellen Weltmeistertitel gewinnen konnte. Seine erste Titelverteidigung absolvierte er gegen den Südafrikaner Mzukisi Sikali. Seinen Titel konnte er anschließend fünf Mal verteidigen, unter anderem gegen Glenn Donaire aus den Philippinen, bevor er den Titel am 7. Juli 2007 an dessen jüngeren Bruder Nonito Donaire verlor. Bereits vor dem Kampf hatte Dartschinjan angekündigt, nach diesem Kampf die Gewichtsklasse wechseln zu wollen, da sich die von ihm angestrebten Titelvereinigungskämpfe gegen andere Weltmeister im Fliegengewicht nicht realisieren ließen. Der Armenier unterlag durch einen technischen K. o. in der fünften Runde gegen Donaire. Das Ergebnis wurde vom renommierten Ring Magazine zum „K.o. des Jahres 2007“ und zur „Überraschung des Jahres 2007“ gewählt.
Nach der Niederlage stieg Dartschinjan in das Superfliegengewicht, auf. Nachdem er seinen nächsten Kampf gegen einen Aufbaugegner gewinnen konnte, folgte in einem IBF-Ausscheidungskampf gegen den Philippiner Z Gorres nur ein enttäuschendes Unentschieden. Dennoch erhielt Dartschinjan anschließend seine Chance auf den IBF-Titel. Mit einer dominanten Leistung besiegte er am 2. August 2008 den Russen Dmitri Kirilow durch K. o. in der fünften Runde und nahm diesem so den IBF-Titel im Superfliegengewicht ab. Anschließend wurde ein Vereinigungskampf mit WBA- und WBC-Weltmeister Cristian Mijares für den 1. November 2008 vereinbart. Dartschinjan besiegte den favorisierten Mexikaner durch K. o. in der neunten Runde. Im Februar 2009 verteidigte er seine Titel gegen den Mexikaner Jorge Arce erfolgreich. Der Kampf musste in der elften Runde vom Ringrichter, aufgrund zahlreicher Platzwunden über Arces Augen, abgebrochen werden.
Am 11. Juli 2009 trat Dartschinjan in Sunrise (Florida) gegen den amtierenden IBF-Weltmeister im Bantamgewicht Joseph Agbeko an. Darchinyan verlor diesen Kampf allerdings einstimmig nach Punkten. Anschließend verteidigte er den WBA- und WBC-Titel im Superfliegengewicht, den IBF-TItel hatte er in der Zwischenzeit für seinen Ausflug in das Bantamgewicht niedergelegt, gegen den Mexikaner Tomás Rojas. Er gewann diesen Kampf durch einen K. o. in der zweiten Runde. Nach einer letzten Titelverteidigung im März 2010 wechselte Dartschinjan endgültig in das Bantamgewicht. Am 11. Dezember 2010 verlor er gegen den ungeschlagenen Mexikaner Abner Mares nach Punkten.
Am 23. April 2011 gewann er den Weltmeistertitel des Verbandes IBO durch Abbruch in der 5. Runde, nachdem der Titelträger Yonnhy Pérez nach einem unabsichtlichen Kopfstoß verletzt wurde.